# Anders Geidemark
Anders Torbjörn Geidemark, född 9 mars 1963 är en svensk poet och fotograf som bor utanför Hallstahammar.